# Nölestören
Nölestören är en ö i Finland. Den ligger i Norra kvarken och i kommunen Korsholm i den ekonomiska regionen  Vasa i landskapet Österbotten, i den västra delen av landet. Ön ligger omkring 25 kilometer nordväst om Vasa och omkring 400 kilometer nordväst om Helsingfors.
Öns area är 20 hektar och dess största längd är 0,9 kilometer i sydväst-nordöstlig riktning.